# Ave Maria (Gounod)
Pour les articles homonymes, voir Ave Maria.
L’Ave Maria est une mélodie du compositeur français Charles Gounod.

## Présentation
À l'origine, cet air est une improvisation de Gounod au piano sur le très célèbre premier prélude du premier livre du Clavier bien tempéré de Bach : Gounod avait improvisé une mélodie évoluant au-dessus des arpèges dont est constituée la partition de Bach. À partir de là, le  pianiste Pierre Zimmermann, futur beau-père de Gounod, réalisa une version pour violon accompagné par un petit chœur. Ce n'est que plus tard que fut réalisé l'arrangement pour violon (ou violoncelle) et piano (ou harmonium), destiné à être joué en concert sous le titre de « Méditation » et publié par Heugel.
C'est encore Zimmermann qui l'adaptera pour la voix sur le texte de la version latine classique de la prière Je vous salue Marie. Celle-ci sera créée le 24 mai 1859  par Caroline Miolan-Carvalho.
Aux côtés de l'Ave Maria de Schubert et d'Offenbach, l'Ave Maria de Gounod est devenu un élément incontournable des funérailles, des messes de mariage et des quinceañeras. Il existe de nombreux arrangements instrumentaux différents, notamment pour le violon et la guitare, le quatuor à cordes, le piano solo, le violoncelle et même les trombones. Des chanteurs d'opéra, tels que Nellie Melba, Franco Corelli et Luciano Pavarotti, ainsi que des chœurs l'ont enregistrée des centaines de fois au cours du XXe siècle.
Le vocaliste de jazz Bobby McFerrin et son ensemble ont pu interpréter ce Premier prélude du Clavier bien tempéré de Bach tout en amenant le public à chanter, par-dessus, cet Ave Maria ajouté par Charles Gounod.
Plus tard dans sa carrière, Gounod composa plusieurs autres Ave Maria distincts de celui-ci, mais qui n'atteignirent jamais la même célébrité. L'un d'eux, composé en 1883 (CG 97) est conçu selon le même principe, et se base sur un autre prélude de Bach (pour luth BWV 999).

## Reprises et adaptations
- 1994 : Ave Maria, chanson écrite et interprétée par Noa sur l'album Noa[réf. nécessaire]
- 2003 : Ave Maria par le groupe Erasure (face B du single Solsbury Hill et tournée The Erasure Show en 2005)
- 2006 : Ave Maria par Adam Lopez  sur l'album Showstopper.
- 2018 : Méditation sur le premier prélude de piano de J.-S. Bach ‘Ave Maria’, arrangement de Stephen Hough, dans Vida Breve (sous-titre de sa 4e sonate pour piano) (décembre 2018, Hyperion) (OCLC 1292369125)

## Sources
- La musique religieuse de Charles Gounod